# Carl Wilhelm Rohde (Verwaltungsbeamter)
Carl Wilhelm Rohde (* 6. November 1809 in Felsberg (Hessen); † 2. Dezember 1888 in Kassel) war ein deutscher Verwaltungsbeamter.

## Leben
Carl Wilhelm Rohde wurde als Sohn des Marburger Landrats Gottlieb Rohde und dessen Ehefrau Christine Antoinette Floret (1789–1811) geboren. Er studierte Rechtswissenschaften an der Philipps-Universität Marburg und der Georg-August-Universität Göttingen. 1829 wurde er Mitglied des Corps Teutonia Marburg. Weiterhin schloss er sich den Corps Bremano-Hansea Göttingen und Vandalia Marburg an. Nach dem Studium wurde er kurhessischer Verwaltungsbeamter. Nachdem er Kreisamtspraktikant beim Kreisamt Kassel gewesen war, wurde er 1841 zum Kreissekretär des Kreisamtes Hofgeismar ernannt. 1850 war er Erster Verwaltungsbeamter des Verwaltungsamts Marburg. Etwa 1852 wurde er Assessor beim Landratsamt Kassel und 1854 Assessor bei der Polizeidirektion Kassel. 1856 wurde Rohde zum Landrat des Kreises Kirchhain ernannt. Nach der Annexion Kurhessens durch Preußen blieb er weiterhin Landrat in Kirchhain. Erst 1883 schied er altersbedingt aus dem Amt aus. Zuletzt lebte er in Kassel.